# On-Board-Unit (Mautsystem)

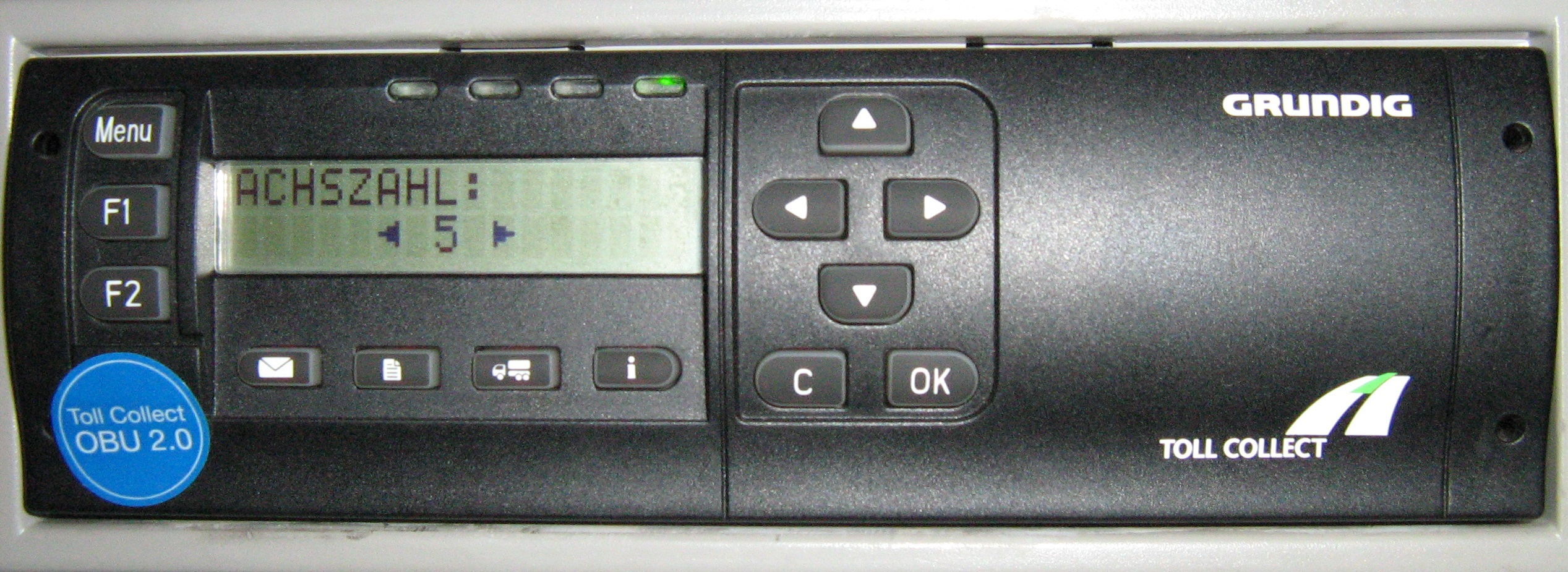
Erfassunggerät für das LKW-Mautsystem

Die On-Board-Unit (OBU) ist ein Gerät, das in Lastkraftwagen eingebaut wird, um die automatische Abrechnung in einem Gebührenerhebungs- oder Mautsystem zu ermöglichen. Es gibt mittlerweile verschiedene OBUs am Markt. Bekannt sind in Mitteleuropa derzeit vor allem die Tripon-Geräte des Schweizer Unternehmens Fela Management AG (OBU in der Schweiz in Betrieb seit dem Jahr 2000), die GoBox der Firma Europpass im seit 2003 laufenden Mautsystem in Österreich sowie die von Grundig und Siemens VDO Automotive AG entwickelten OBUs für die von Toll Collect betriebene Lkw-Maut in Deutschland. Seit dem Dezember 2012 werden von Toll Collect auch OBUs der Hersteller Grundig und Siemens ausgeliefert. Auch die französischen, italienischen, spanischen (und weitere Länder Europas) Autobahnbetreiber kennen OBUs für die Erfassung von Mautgebühren.

## On-Board-Unitsvon Toll Collect
Die OBUs der Firma Toll Collect verbleiben im Eigentum von Toll Collect und werden dem Benutzer nur zur Verfügung gestellt. Die Kosten für den Einbau (etwa 250 Euro), den Ausbau bei Vertragsende, und entsprechende Folgekosten (An- und Abfahrt, Standzeit) muss der Fahrzeughalter selbst tragen. Ursprünglich war geplant, mit Mautbeginn 300 Euro Pfand zu erheben, die der Nutzer als Mautguthaben abfahren kann. Im September 2004 wurde diese Verpflichtung aufgehoben. Der Einbau der ersten OBU-Geräte begann ab dem 1. Mai 2003.
Die OBUs besitzen ungefähr die Größe eines Autoradios. Produziert werden sie von Grundig im Werk Braga (Portugal) und von der Continental AG (ehemals Siemens VDO Automotive AG) am Standort Villingen-Schwenningen. In Villingen werden von Conti rund zwei Drittel der Geräte hergestellt, der Rest kommt von Grundig. Die Conti/Siemens-OBU basiert auf dem ursprünglich vom Konkurrenz-Konsortium AGES entwickelten Prototyp.
Die Herstellungskosten der OBU in Höhe von etwa 500 Euro je Stück wurden für die ersten 150.000 Stück von Toll Collect übernommen. 300.000 On-Board-Units, die das Bundesministerium für Verkehr, Bau und Stadtentwicklung zusätzlich zur ursprünglich geplanten Stückzahl bestellt hat, wurden dem Ministerium von Toll Collect mit 150 Mio. Euro in Rechnung gestellt.

### Gerätetechnik
Die Toll-Collect-OBUs besitzen einen Empfänger für das von den USA betriebene GPS-Satellitenortungssystem, mit dem die Position des Fahrzeugs jederzeit bestimmt werden kann. Eingebaut ist außerdem ein GSM-Modul und ein Speicher.
Bisher wurde die zu entrichtende Maut aufgrund der gespeicherten fahrzeugspezifische Angaben wie der Anzahl der Fahrzeugachsen, der Schadstoffklasse und des Kfz-Kennzeichen sowie der damals im Gerät hinterlegten Positionsdaten aller mautpflichtigen deutschen Autobahnen ermittelt. Aus diesen Daten, zusammen mit dem GPS-Signal errechnete die On-Board-Unit während der Fahrt die fällige Maut und speicherte diese zu einem Datenpaket. In Form einer SMS wurde dieses nach Erreichen einer bestimmten Datenmenge per GSM-Modul an den Zentralrechner von Toll Collect gesendet. Zudem wurden die Einzelbeträge der jeweiligen Abrechnungsabschnitte angezeigt und aufsummiert am Gerät angezeigt.
Mit Einführung der Maut auch auf Bundesstraßen am 1. Juli 2018 erfolgt die Berechnung der Maut nicht mehr in der On-Board-Unit. Es wird seither die per GPS-Daten ermittelte Strecke, sowie die fahrzeugspezifischen Daten an den Zentralrechner von Toll Collect übermittelt, wo die Berechnung stattfindet. Eine Anzeige der einzelnen Mautbeträge sowie einer Gesamtsumme erfolgt am Gerät nicht mehr.
Die Bauweise, das Konzept und die Bedienung der Geräte von Siemens und Grundig sind unterschiedlich. Die Siemens-OBU wird als vorprogrammierte Einheit hinter die Windschutzscheibe montiert und besitzt eine Zwei-Tasten-Bedienung. Das Grundig-Gerät ist aufgeteilt in einen kleinen Infrarot-Transponder hinter der Windschutzscheibe, und den eigentlichen Bordcomputer für das nach ISO 7736 genormte Einschubfach im Armaturenbrett. Es gibt viele Tasten, von denen jedoch nicht alle aktiviert sind.
Die Software der ersten OBU-Geräte wurde von der EFKON mobility GmbH (Berlin) entwickelt. Aus Medienberichten ist bekannt, dass Teile davon auch von omp computer gmbh (Paderborn) stammen. (Im Aufsichtsrat dieses Unternehmens befand sich zum Zeitpunkt der Auftragsvergabe auch der damalige Toll-Collect-Geschäftsführer Michael Rummel.)
Im Dezember 2003 wurde bekannt, dass die Software der neuen OBUs von den Firmen Siemens und IBM komplett neu entwickelt werden sollte.

### Probleme der ersten OBU-Generation
Zunächst konnten von Toll Collect nicht genug On-Board-Units geliefert und eingebaut werden, da Schwierigkeiten mit der komplexen Software der Geräte bestanden. Nachdem Medien und Spediteure schon seit Monaten über Probleme mit den ausgelieferten OBUs berichteten, räumte Toll Collect Ende September 2003 erstmals technische Fehler ein.
Die On-Board-Units
- reagierten nicht auf Eingaben,
- ließen sich nicht ausschalten,
- schalteten sich grundlos aus,
- zeigten unterschiedliche Mauthöhen auf identischen Strecken an,
- wiesen mautpflichtige Autobahnstrecken als mautfrei aus,
- wiesen Strecken außerhalb des Autobahnnetzes als mautpflichtig aus;
- Siemens-Geräte passten nicht in den genormten Einbauschacht für Autoradios. Eine Montage auf dem Armaturenbrett kann zu Sicherheitsproblemen wegen Einschränkung der Sicht des Fahrers und Verletzungsgefahr führen. Die notwendige allgemeine Betriebserlaubnis durch das Kraftfahrt-Bundesamt wurde erst am 4. Oktober 2003, also mehrere Wochen nach dem ursprünglich geplanten Starttermin der Maut erteilt.

20.000 Geräte (einige sprechen auch von 35.000) des Herstellers Grundig sollten im Rahmen einer Rückrufaktion des Systembetreibers Toll Collect repariert werden. Dabei sollte unter anderem ein Software-Update auf das Geräte-EEPROM gebrannt werden. Ein Grundig-Sprecher erklärte dazu, dass man sich als reiner Lieferant der Hardware betrachte, für die Software sei Toll Collect zuständig.
Später wurde bekannt, dass Michael Rummel, der damalige Geschäftsführer von Toll Collect, den Einbau der On-Board-Units angeordnet hatte, obwohl er wusste, dass diese nicht funktionstüchtig waren. Eine Rolle bei dieser Entscheidung dürfte die oben angegebene Fähigkeit zum Softwareupdate per GSM-Funk gespielt haben, durch die die Software kurz vor Scharfschaltung des Systems noch hätte aktualisiert werden können. Auch diese Funktion war jedoch von den Softwareproblemen betroffen, wie sich später herausstellte.

### Die neue OBU-Generation
Seit Sommer 2004 wurde die neue, überarbeitete OBU von Toll Collect zum Einbau an die Vertragswerkstätten geliefert. Diese entspricht in ihrer Funktionalität der seit 1. Januar 2005 begonnenen ersten Stufe der Mauteinführung. Nach bisherigen Nachrichten funktioniert die OBU fehlerfrei und hat eine Zuverlässigkeit von über 99 %.
Zur Einführung der zweiten Stufe der Maut ab 1. Januar 2006 erhielt die OBU ihre volle Funktionalität, d. h., es sind über die „Luftschnittstelle“ Updates der Betriebsdaten möglich, welche unter anderem zum Aktualisieren der Kilometerpauschale dienen. Außerdem sollen so auch die mautpflichtigen Strecken bei Neubauten, Umwidmungen oder Fahrbahnverschwenkungen aktualisiert werden können.

### Zahl der eingebauten OBU
Bis August 2005 waren etwa 450.000 OBUs in deutschen und ausländischen LKW eingebaut worden, davon waren 45.000 mit der OBU-Software 2.0 ausgerüstet. Bis April 2005 waren etwa 284.000 OBU in deutschen LKW eingebaut worden. Hinzu kommen die in ausländischen LKW verbauten OBU. So sind zum Beispiel etwa 33.100 in niederländischen, 20.500 in polnischen, 14.700 in österreichischen und 12.950 in tschechischen LKW eingebaut worden.
Im Juli 2014 waren etwa 804.000 Fahrzeuge mit einer On-Board-Unit ausgestattet. Durch die für 2015 geplante Absenkung der Mautpflichtgrenze von 12 auf 7,5 t werden zusätzlich etwa 85.000 Fahrzeuge erwartet.

## On-Bord-Equipment für den European Electronic Toll Service
Im Rahmen der Öffnung der nationalen Systeme für Drittanbieter werden Bordgeräte mit standardisierten Schnittstellen zu den Systemen der Mautbetreiber entwickelt. Dabei ist eine länderübergreifende Mauterhebung im European Electronic Toll Service mit nur einem Gerät möglich.